# Greg Siff
Greg Siff est un acteur et compositeur américain né le 21 décembre 1977 à Brooklyn, New York (États-Unis).

## Filmographie

### Comme acteur
- 1997 : In and Out (In & Out) : Locker Room Guy
- 1999 : Z Games (TV) : Host
- 2000 : Unauthorized Brady Bunch: The Final Days (TV) : Barry Williams (Greg Brady)
- 1999 : Undressed (série TV) : Leo (2000: Season 3)
- 2001 : Boychick : Debate Boy
- 2002 : Power Rangers Time Force: Dawn of Destiny (vidéo) : Shouter
- 2002 : Saturday Night Live: The Best of Will Ferrell (TV) : Prom Date
- 2003 : From Justin to Kelly : Brandon
- 2005 : Firedog : Yellow Cat (voix)
- 2005 : River's End : Doug Barton
- 2006 : December Ends : Make-Out Guy

### Comme compositeur
- 2003 : From Justin to Kelly